# Acsmithia davidsonii
Acsmithia davidsonii är en tvåhjärtbladig växtart som först beskrevs av F. Müll., och fick sitt nu gällande namn av R.D. Hoogland. Acsmithia davidsonii ingår i släktet Acsmithia och familjen Cunoniaceae. Inga underarter finns listade i Catalogue of Life.